# Peterhead Bay
Peterhead Bay är en vik i Storbritannien.   Den ligger i kommunen Aberdeenshire och riksdelen Skottland, i den norra delen av landet, 700 km norr om huvudstaden London.